# Jonathan Sandoval
Jonathan Alexis Sandoval Rojas (Montevideo, 25 de junio de 1987) es un futbolista uruguayo. Juega como lateral derecho en CS Deportivo Graneros del Torneo Regional Federal Amateur.

## Trayectoria
La carrera profesional de Sandoval la comenzó en 2006 jugando para River Plate de Uruguay. Jugó 14 partidos antes de ser prestado al club Heredia de la Liga Nacional de Fútbol de Guatemala. No pudo jugar ni un partido antes de regresar a River Plate en 2008. Luego se uniría a Sud América de la Segunda División de Uruguay. Marcó 6 goles en 13 partidos. En 2009 sería cedido al club de la Primera División Uruguaya Cerro Largo y luego al club de Segunda División C.A. Rentistas. En total para ambos, hizo 21 apariciones y anotó 2 veces. Jugó sus últimos partidos con River Plate en la temporada 2010-11.
El 23 de enero de 2011, Montevideo Wanderers lo compraría. Hizo su debut con la casaca albinegra el 5 de febrero contra Nacional. Anotaría sus primeros 2 goles contra El Tanque Sisley el 3 de abril de ese mismo año. En tres temporadas con el equipo, Sandoval anotó 8 goles en 60 partidos. Se unió a Peñarol en 2013 e hizo su debut contra su antiguo club, River Plate, en agosto. Después de veintidós aplicaciones para Peñarol, Sandoval tuvo un breve paso por Liverpool en 2016 antes de unirse a Primera B Nacional lado Argentinos Juniors ese mismo año.

Anotó en su debut argentino, consiguiendo su segundo gol en un empate 2-2 con San Martín . En esa temporada, Sandoval participó en treinta partidos de la Primera B Nacional y anotó tres goles cuando los Bichos ganaron el ascenso a la Primera División Argentina al ganar el título 2016-17 . Hizo su aparición número 200 en su carrera el 26 de febrero de 2018 durante una derrota por 2-0 ante Talleres .

## Estadísticas
| Equipo                         | División      | Temporada     | Liga | Liga | Copas nacionales | Copas nacionales | Torneos internacionales | Torneos internacionales | Total | Total | Media goleadora |
| Equipo                         | División      | Temporada     | PJ   | G    | PJ               | G                | PJ                      | G                       | PJ    | G     | Media goleadora |
| ------------------------------ | ------------- | ------------- | ---- | ---- | ---------------- | ---------------- | ----------------------- | ----------------------- | ----- | ----- | --------------- |
| River Plate · Uruguay          | 1.ª           | 2006-07       | 14   | 0    | -                | -                | -                       | -                       | 14    | 0     | 0               |
| River Plate · Uruguay          | 1.ª           | C-2010        | 0    | 0    | -                | -                | -                       | -                       | 0     | 0     | 0               |
| River Plate · Uruguay          | 1.ª           | A-2010        | 2    | 0    | -                | -                | 1                       | 0                       | 3     | 0     | 0               |
| River Plate · Uruguay          | Total         | Total         | 16   | 0    | -                | -                | 1                       | 0                       | 17    | 0     | 0               |
| Heredia · Guatemala            | 1.ª           | A-2007        | 0    | 0    | -                | -                | -                       | -                       | 0     | 0     | 0               |
| Heredia · Guatemala            | 1.ª           | C-2008        | 0    | 0    | -                | -                | -                       | -                       | 0     | 0     | 0               |
| Heredia · Guatemala            | Total         | Total         | 0    | 0    | -                | -                | -                       | -                       | 0     | 0     | 0               |
| Sud América · Uruguay          | 2.ª           | A-2008        | 13   | 0    | -                | -                | -                       | -                       | 13    | 0     | 0               |
| Sud América · Uruguay          | Total         | Total         | 13   | 0    | -                | -                | -                       | -                       | 13    | 0     | 0               |
| Cerro Largo · Uruguay          | 1.ª           | C-2009        | 12   | 0    | -                | -                | -                       | -                       | 12    | 0     | 0               |
| Cerro Largo · Uruguay          | Total         | Total         | 12   | 0    | -                | -                | -                       | -                       | 12    | 0     | 0               |
| Rentistas · Uruguay            | 2.ª           | C-2009        | 9    | 2    | -                | -                | -                       | -                       | 9     | 2     | 0.22            |
| Rentistas · Uruguay            | Total         | Total         | 9    | 2    | -                | -                | -                       | -                       | 9     | 2     | 0.22            |
| Montevideo Wanderers · Uruguay | 1.ª           | C-2011        | 14   | 3    | -                | -                | -                       | -                       | 14    | 3     | 0.21            |
| Montevideo Wanderers · Uruguay | 1.ª           | A-2011        | 12   | 0    | -                | -                | -                       | -                       | 12    | 0     | 0               |
| Montevideo Wanderers · Uruguay | 1.ª           | C-2012        | 14   | 3    | -                | -                | -                       | -                       | 14    | 3     | 0.21            |
| Montevideo Wanderers · Uruguay | 1.ª           | A-2012        | 6    | 1    | -                | -                | -                       | -                       | 6     | 1     | 0.17            |
| Montevideo Wanderers · Uruguay | 1.ª           | C-2013        | 14   | 1    | -                | -                | -                       | -                       | 14    | 1     | 0.07            |
| Montevideo Wanderers · Uruguay | Total         | Total         | 60   | 8    | -                | -                | -                       | -                       | 60    | 8     | 0.13            |
| Peñarol · Uruguay              | 1.ª           | A-2013        | 5    | 0    | -                | -                | 1                       | 0                       | 6     | 0     | 0               |
| Peñarol · Uruguay              | 1.ª           | C-2014        | 5    | 1    | -                | -                | 3                       | 0                       | 8     | 1     | 0.13            |
| Peñarol · Uruguay              | 1.ª           | A-2014        | 0    | 0    | -                | -                | 1                       | 0                       | 1     | 0     | 0               |
| Peñarol · Uruguay              | 1.ª           | C-2015        | 11   | 1    | -                | -                | -                       | -                       | 11    | 1     | 0.09            |
| Peñarol · Uruguay              | 1.ª           | A-2015        | 1    | 0    | -                | -                | -                       | -                       | 1     | 0     | 0               |
| Peñarol · Uruguay              | Total         | Total         | 22   | 2    | -                | -                | 5                       | 0                       | 27    | 2     | 0.07            |
| Liverpool · Uruguay            | 1.ª           | C-2016        | 15   | 0    | -                | -                | -                       | -                       | 15    | 0     | 0               |
| Liverpool · Uruguay            | Total         | Total         | 15   | 0    | -                | -                | -                       | -                       | 15    | 0     | 0               |
| Argentinos Juniors Argentina   | 2.ª           | 2016-17       | 30   | 3    | -                | -                | -                       | -                       | 30    | 3     | 0.1             |
| Argentinos Juniors Argentina   | 1.ª           | 2017-18       | 25   | 3    | 1                | 0                | -                       | -                       | 26    | 3     | 0.12            |
| Argentinos Juniors Argentina   | 1.ª           | 2018-19       | 24   | 0    | 8                | 1                | 4                       | 0                       | 36    | 1     | 0.03            |
| Argentinos Juniors Argentina   | 1.ª           | 2019-20       | 20   | 0    | 1                | 0                | 2                       | 0                       | 23    | 0     | 0               |
| Argentinos Juniors Argentina   | 1.ª           | 2020          | -    | -    | 7                | 0                | -                       | -                       | 7     | 0     | 0               |
| Argentinos Juniors Argentina   | 1.ª           | 2021          | 4    | 1    | 6                | 1                | 8                       | 0                       | 18    | 2     | 0.11            |
| Argentinos Juniors Argentina   | Total         | Total         | 103  | 7    | 23               | 2                | 14                      | 0                       | 140   | 9     | 0.06            |
| Colón Argentina                | 1.ª           | 2022          | 0    | 0    | 9                | 0                | 0                       | 0                       | 9     | 0     | 0               |
| Colón Argentina                | Total         | Total         | 0    | 0    | 9                | 0                | 0                       | 0                       | 9     | 0     | 0               |
| Atlético Tucumán Argentina     | 1.ª           | 2022          | 3    | 0    | 0                | 0                | -                       | -                       | 0     | 0     | 0               |
| Atlético Tucumán Argentina     | Total         | Total         | 3    | 0    | 0                | 0                | 0                       | 0                       | 3     | 0     | 0               |
| Total carrera                  | Total carrera | Total carrera | 253  | 19   | 32               | 2                | 20                      | 0                       | 305   | 21    | 0.07            |

## Palmarés

### Campeonatos nacionales
| Título             | Club               | País      | Año  |
| ------------------ | ------------------ | --------- | ---- |
| Torneo Clausura    | Peñarol            | Uruguay   | 2015 |
| Primera B Nacional | Argentinos Juniors | Argentina | 2017 |